# سول جاز
سول جاز (انگلیسی: Soul jazz) سبکی از موسیقی جاز است که از موسیقی‌های بلوز، سول، گاسپل و ریتم و بلوز تأثیر گرفته و در گروه‌های موسیقی کوچک‌تر -معمولاً یک تریوی ارگ با ارگ هموند- به کار گرفته می‌شود. این سبک با سبک هارد باپ ارتباط تنگاتنگی دارد.
از بزرگانی که آثاری در سبک سول جاز آفریده‌اند می‌توان آرت بلیکی، هورس سیلور، لی مورگان، جیمی اسمیت و هربی هنکاک را نام برد.